# Lothar Kosse
Lothar Kosse (* 3. September 1959) ist ein deutscher Gitarrist, Sänger, Songwriter, Arrangeur und Produzent christlicher Musik.

## Leben
Lothar Kosse studierte populäre Musik an der Hochschule für Musik und Theater in Hamburg und absolvierte im Anschluss ein weiteres Studium der Architektur an der Universität Hannover, das er 1987 mit Diplom abschloss. Kosse wirkte im Laufe seiner Karriere als Musiker bei vielen musikalischen Projekten mit und hat zahlreiche Soloalben veröffentlicht. 
Er hat vor allem in christlichen Kreisen einen hohen Bekanntheitsgrad und seine Lieder sind Bestandteil der zeitgenössischen christlichen Kultur Deutschlands. Als Gitarrist, Arrangeur, Komponist und Produzent hat er auf über dreihundert CDs mitgewirkt. In Köln gründete Lothar Kosse 1996 die „Cologne Worship Night“, ein Musikevent, das regelmäßig in dem Kölner Szene-Club „E-Werk“ oder an diversen Open-Air-Locations (z. B. vor dem Kölner Dom) stattfindet.
Kosses Musik ist geprägt von seinem Gitarrenspiel und Gesang. Stilistisch bewegt er sich zwischen Rock, Pop und Blues.
Zur Band von Lothar Kosse gehören:
- Daniel Jakobi: Schlagzeug
- Manuel Halter: Keyboard
- Sebastian Roth: E-Bass

Im neuen Gesangbuch Wo wir dich loben, wachsen neue Lieder – plus von 2018 ist unter der Nummer 124 das Lied Du bist ein wunderbarer Hirt von Lothar Kosse vertreten.
Lothar Kosse ist mit Margarete Kosse verheiratet. Ihre erste gemeinsame CD Hausmusik erschien im Mai 2020. Auch die beiden Söhne Simon und Jonathan Kosse sind mit Backing Vocals und Cello vertreten.

## Diskografie
- 1989: One for All (Instrumental) (feat. Abe Laboriel)
- 1994: Rockland (Instrumental) (feat. Gregg Bissonette, Matt Bissonette)
- 1995: Die Flut
- 1997: Up!
- 1999: Siehst Du das Licht
- 1999: Rainmaker (Instrumental) (feat. Vinnie Colaiuta, Phil Keaggy)
- 2000: Cologne Worship Night
- 2001: Lied des Himmels
- 2003: Play!
- 2004: Zieh mich höher
- 2006: All that Sound
- 2007: Du bist
- 2009: Die Psalmen
- 2011: Land in Sicht
- 2013: Prophecies (Instrumental) (feat. Nir Zidkyahu, Abe Laboriel, Don Potter)
- 2016: Gloria – Sing Ein Neues Lied
- 2017–2019: Das Liederschatz-Projekt, CDs 1-6: „Glaube“, „Liebe“, „Hoffnung“, „Advent/Weihnachten“, „Morgen/Abendlieder“, „Zuversicht“
- 2020: Vater, ich komme zu dir
- 2020: Hausmusik (Duo-CD mit Margarete Kosse)
- 2021: Das Licht kommt näher

## Auszeichnungen
- 2007 wurde Lothar Kosse auf der Promikon mit dem christlichen Musikpreis DAVID als nationaler Künstler des Jahres ausgezeichnet.[4]